# Пыряягун
Пыряягун (устар. Пырны-Ягун) — река в России, протекает по территории Пуровского района Ямало-Ненецкого автономного округа. Начинается в болотистой местности, течёт в общем северном направлении. В низовьях расположен массив соснового и берёзового леса. Устье реки находится в 36 км по правому берегу реки Янгъягун. Длина реки составляет 20 км.

## Данные водного реестра
По данным государственного водного реестра России относится к Нижнеобскому бассейновому округу, водохозяйственный участок реки — Пур, речной подбассейн реки — Подбассейн отсутствует. Речной бассейн реки — Пур.
По данным геоинформационной системы водохозяйственного районирования территории РФ, подготовленной Федеральным агентством водных ресурсов:
- Код водного объекта в государственном водном реестре — 15040000112115300054892
- Код по гидрологической изученности (ГИ) — 115305489
- Код бассейна — 15.04.00.001
- Номер тома по ГИ — 15
- Выпуск по ГИ — 3